# Dry Acid
A Dry Acid egy 1998-as Lee "Scratch" Perry válogatáslemez.

## Számok
1. Denzil Laing – Beware Of The Vampire
2. Val Bennett – Barbara
3. The Upsetters – Prison Sentence
4. The Ethiopians – Not Me
5. The Ethiopians – Cut Down
6. The Mellotones – Uncle Desmond
7. The Inspirations – Down In The Park
8. The Inspirations – Love Oh Love
9. Eric Monty Morris – Can't Get No Peace
10. The Upsetters – For A Few Dollars More
11. The West Indians – Strange Whisperings
12. The Upsetters – A Taste Of Killing
13. Carl Dawkins – Hard To Handle
14. The Upsetters – My Mob
15. Ernest Wilson – Freedom Train
16. Pat Kelly – Dark End Of The Street
17. Pat Kelly – Since You Are Gone
18. The Upsetters – Return Of The Ugly
19. David Isaacs – Till I Can't
20. Peter Tosh & U Roy – Rightful Ruler
21. The Upsetters – I Caught You
22. Eric Donaldson – Never Get Away
23. Busty Brown – A Broken Heart
24. Count Sticky & The Upsetters – Dry Acid
25. The Reggae Boys – Selassie
26. The Mellotones – Facts Of Life